# The Boating Party
The Boating Party är en oljemålning av den amerikanska konstnären Mary Cassatt. Den målades 1893–1894 och ingår sedan 1963 i National Gallery of Arts samlingar i Washington D.C.
I likhet med många impressionister tog Cassatt under 1890-talet starkt intryck av japanska träsnitt, så kallade ukiyo-e. År 1890 bevittnade hon en stor utställning om japanske träsnitt på Académie des Beaux-Arts i Paris, den stad som hon var bosatt i större delen av sitt liv. The Boating Party visar på influenser från Japan med dess starka färger i hela fält och tydliga konturer. Hon hade därmed lämnat impressionisternas valörmåleri med otydliga konturer och anammat postimpressionismen i Paul Gauguins anda. 
Målningen utfördes i Antibes på franska rivieran där Cassatt tillbringade flera somrar från 1893. 